# Хоругвь (военная)

Хоругвь (стяг) «Всемилостивейшего Спаса», с которым войска Ивана IV ходили на Казань в 1552 году

Знамя Гродненской хоругви 1615 года во время посполитого рушения

Знамя батальона Молдавской армии, 1834 г.

Хору́гвь военная (от праслав. *xorǫgy «знамя, стяг», заимствование из монг. oruŋgo, oruŋga) — религиозное или геральдическое знамя, используемое во время военных (боевых) действий.
На полотнище военной хоругви изображается образ Иисуса Христа, Богородицы, святых, герб, или святые реликвии. Использовалось как воинское в военных (боевых) действиях с супостатом. Известна также под названием — хору́нка. Владимир Иванович Даль и историк Дмитрий Иванович Яворницкий также приводит название коро́гва. Кроме того, под хоругвью понимают тип знамени, укреплённого на крестообразной перекладине и свисающего вниз наподобие паруса, например орифламма французских королей. В геральдике такая хоругвь сама по себе является гербовой фигурой.

## История
Хоругвь имела распространение в Древней Руси и у славянских народов других государств и стран, а также в казачьих войсках (известна также под названием хорунка, корогва).
В древнерусских источниках, таких как «Слово о полку Игореве», упоминается, что среди полученных Игорем Святославичем трофеях был: 

Чрьленъ стягъ, бѣла хорюговь, чрьлена чолка, сребрено стружіе — храброму Святьславличю
Д. С. Лихачёв считал, что упоминаемая в данном контексте хоругвь — полотнище войскового знамени. Оно крепилось к древку — стягу, у которого имелось навершие — стружие, однако такая трактовка базируется на весьма скудном древнерусском материале и не считается окончательной.
В Ипатьевской летописи говорится: 

Половцем стреляющим и руси противу им, ту же Марцел хоругве своее отбеже и русь взят ю.
Хоругвь, как полотнище знамени XVI—XVII веков описано П. И. Савваитовым: 

Полотно делалось в виде четвероугольника из тафты, камки, киндика, кумача, крашенины; нередко нижний угол его, не прилегающий к древку, срезывался, и оставшаяся часть составляла откос, вместо которого иногда делались два или три хвоста в виде клиньев.
Носитель военной хоругви — хорунжий.
Военная хоругвь, также употреблялась для обозначения части войска, имеющая свою хоругвь или значок, когда речь шла о коннице, это были эскадрон, сотня, отсюда происходит слово хорунжий — то есть тот, кто носит военную хоругвь, войсковая должность в Запорожской Сечи и других казачьих общинах, звание младшего офицера или военнослужащего, занимающего предофицерскую должность, что соответствовало прапорщику (прапор — старинное корогва, корогвь), а также казачий офицерский чин, равный подпоручику в Русской армии. Слово корнет также имеет отношение к хоругви, современное — знаменосец.
Термин хоругвь применяется также для обозначения организационно-тактической единицы в рыцарском войске средневековых Польши и Литвы (польское — chorągiew) состояла из примерно 25 — 80 копий. В XVI—XVIII веков хоругвью называлось подразделение в польско-литовской армии, соответствовавшее роте.